# Lista de prefeitos de Barueri
Esta lista de prefeitos do município de Barueri compreende todas as pessoas que tomaram posse definitiva da chefia do Poder Executivo municipal e exerceram o cargo como prefeitos titulares. Prefeitos em exercício que substituíram temporariamente o titular não são considerados na numeração oficial, mas estão citados.
| Retrato                    | Ordem | Prefeito(a) (tempo de vida)               | Período do governo (duração do governo)                                      | Partido               | Vice-prefeito(a)                    | Eleição | Ref.                 |
| -------------------------- | ----- | ----------------------------------------- | ---------------------------------------------------------------------------- | --------------------- | ----------------------------------- | ------- | -------------------- |
|                            | 1     | Nestor de Camargo Oliveira (1906–1981)    | 26 de março de 1949 até 25 de março de 1953                                  | PSP                   | Orestes Braz (PSP)                  | 1949    | [ 2 ] [ nota 1 ]     |
|                            | 2     | Adonay de Almeida Sylós (1904–1968)       | 26 de março de 1953 até 25 de março de 1957                                  | PSP                   | João Antônio Braz (PSP)             | 1953    | [ 3 ]                |
|                            | 3     | João Acácio de Almeida (1899–1982)        | 26 de março de 1957 até 25 de março de 1961                                  | PTB                   | Nestor de Camargo Oliveira (PTB)    | 1957    | [ 2 ]                |
|                            | 4     | Carlos Capriotti (1918–1989)              | 26 de março de 1961 até 25 de março de 1965                                  | PTN                   | Gualberto Tolaini (PTN)             | 1961    |                      |
|                            | 5     | Adonay de Almeida Sylós (1904–1968)       | 26 de março de 1965 até 27 de maio de 1968                                   | PSP                   | Irani de Almeida (PSP)              | 1965    | [ 2 ] [ nota 2 ]     |
|                            | 6     | Irani de Almeida (1926–1986)              | 27 de maio de 1968 até 25 de março de 1969                                   | ARENA                 | Cargo vago                          | -       | [ nota 3 ]           |
|                            | 7     | Arnaldo Rodrigues Bittencourt (1924–1997) | 26 de março de 1969 até 31 de janeiro de 1973                                | MDB                   | Akira Hashimoto (MDB)               | 1968    | [ 4 ]                |
|                            | 8     | Guilherme Guglielmo (1911–1978)           | 1º de fevereiro de 1973 até 19 de dezembro de 1976                           | ARENA                 | João Villalobo Quero (ARENA)        | 1972    | [ nota 4 ]           |
|                            | 9     | João Villalobo Quero (1923–1992)          | 20 de dezembro de 1976 até 31 de janeiro de 1977                             | ARENA                 | Cargo vago                          | -       | [ 5 ] [ nota 5 ]     |
|                            | 10    | Arnaldo Rodrigues Bittencourt (1924–1997) | 1º de fevereiro de 1977 até 31 de janeiro de 1983                            | MDB                   | Akira Hashimoto (MDB)               | 1976    | [ 6 ]                |
|                            | 11    | Rubens Furlan (n.1952)                    | 1º de fevereiro de 1983 até 31 de dezembro de 1988                           | PMDB                  | Amaro Lopes Billafon (PMDB)         | 1982    |                      |
|                            | 12    | Carlos Alberto Bel Correia (1947–2022)    | 1º de janeiro de 1989 até 31 de dezembro de 1992                             | PMDB                  | Antonio Carlos dos Santos (PMDB)    | 1988    | [ 7 ]                |
|                            | 13    | Rubens Furlan (n.1952)                    | 1º de janeiro de 1993 até 31 de dezembro de 1996                             | PFL                   | Wagih Salles Nemer (PMDB)           | 1992    |                      |
|                            | 14    | Gilberto Macedo Gil Arantes (n.1952)      | 1º de janeiro de 1997 até 31 de dezembro de 2004 (2 mandatos consecutivos)   | PFL                   | Arnaldo Rodrigues Bittencourt (PSB) | 1996    |                      |
| Waine Amaro Billafon (PFL) | 14    | Gilberto Macedo Gil Arantes (n.1952)      | 1º de janeiro de 1997 até 31 de dezembro de 2004 (2 mandatos consecutivos)   | PFL                   | 2000                                |         |                      |
|                            | 15    | Rubens Furlan (n.1952)                    | 1º de fevereiro de 2005 até 31 de dezembro de 2012 (2 mandatos consecutivos) | PPS                   | Jaques Artur Munhoz (PPS)           | 2004    |                      |
| PMDB                       | 15    | Rubens Furlan (n.1952)                    | 1º de fevereiro de 2005 até 31 de dezembro de 2012 (2 mandatos consecutivos) | Carlos Zicardi (PMDB) | 2008                                |         |                      |
|                            | 16    | Gilberto Macedo Gil Arantes (n.1952)      | 1º de janeiro de 2013 até 31 de dezembro de 2016                             | DEM                   | Jaques Artur Munhoz (PTB)           | 2012    | [ 8 ] [ 9 ] [ 10 ]   |
|                            |       | Jaques Arthur Munhoz (n.1960)             | 25 de fevereiro de 2015 até 12 de março de 2015                              | PTB                   | Cargo vago                          | -       | [ 11 ] [ nota 6 ]    |
|                            | 17    | Rubens Furlan (n.1952)                    | 1º de janeiro de 2017 até 31 de dezembro de 2024 (2 mandatos consecutivos)   | PSDB                  | José Roberto Piteri (PPS)           | 2016    | [ 12 ]               |
| José Roberto Piteri (PSDB) | 17    | Rubens Furlan (n.1952)                    | 1º de janeiro de 2017 até 31 de dezembro de 2024 (2 mandatos consecutivos)   | PSDB                  | 2020                                | [ 13 ]  |                      |
|                            | 18    | José Roberto Piteri (n.1952)              | 1º de janeiro de 2025 até a atualidade                                       | Republicanos          | Claudia Marques (PSB)               | 2024    | [ 14 ] [ 15 ] [ 16 ] |
|                            |       | Wilson Zufa Júnior (n.1977)               | 29 de abril de 2025 até 1º de maio de 2025                                   | Republicanos          | Cargo vago                          | -       | [ 17 ] [ nota 7 ]    |

## Lista de prefeitos por nascimento
| OH  | Prefeito                      | Data de nascimento     | Local de nascimento | Idade ao chegar a prefeitura | Ref.        |
| 1º  | Nestor de Camargo Oliveira    | 13 de outubro de 1906  | Santana de Parnaíba | 42 anos, 5 meses e 13 dias   | [ nota 8 ]  |
| 2º  | Adonay de Almeida Sylos       | 20 de setembro de 1904 | Sertãozinho         | 48 anos, 6 meses e 6 dias    | [ nota 9 ]  |
| 3º  | João Acácio de Almeida        | 30 de agosto de 1899   | Angatuba            | 57 anos, 6 meses e 26 dias   |             |
| 4º  | Carlos Capriotti              | 5 de abril de 1918     | Santa Adélia        | 42 anos, 11 meses e 21 dias  | [ nota 10 ] |
| 5º  | Adonay de Almeida Sylos       | 20 de setembro de 1904 | Sertãozinho         | 60 anos, 6 meses e 6 dias    | [ nota 11 ] |
| 6º  | Irani de Almeida              | 1926                   | São Paulo           | 42 anos                      | [ nota 12 ] |
| 7º  | Arnaldo Rodrigues Bittencourt | 3 de outubro de 1924   | São Paulo           | 44 anos, 5 meses e 23 dias   | [ nota 13 ] |
| 8º  | Guilherme Guglielmo           | 2 de abril de 1911     | São Paulo           | 61 anos, 9 meses e 30 dias   | [ nota 14 ] |
| 9º  | João Villalobo Quero          | 11 de janeiro de 1923  | Bragança Paulista   | 53 anos, 11 meses e 9 dias   | [ nota 15 ] |
| 10º | Arnaldo Rodrigues Bittencourt | 3 de outubro de 1924   | São Paulo           | 52 anos, 3 meses e 29 dias   | [ nota 16 ] |
| 11º | Rubens Furlan                 | 12 de dezembro de 1952 | Sorocaba            | 30 anos, 1 mês e 20 dias     | [ nota 17 ] |
| 12º | Carlos Alberto Bel Corrêa     | 13 de maio de 1947     | Santana de Parnaíba | 41 anos, 7 meses e 19 dias   | [ nota 18 ] |
| 13º | Rubens Furlan                 | 12 de dezembro de 1952 | Sorocaba            | 40 anos e 20 dias            | [ nota 19 ] |
| 14º | Gilberto Macedo Gil Arantes   | 12 de março de 1952    | Barueri             | 44 anos, 9 meses e 20 dias   | [ nota 20 ] |
| 15º | Rubens Furlan                 | 12 de dezembro de 1952 | Sorocaba            | 52 anos e 20 dias            | [ nota 21 ] |
| 16º | Gilberto Macedo Gil Arantes   | 12 de março de 1952    | Barueri             | 60 anos, 9 meses e 20 dias   | [ nota 22 ] |
| 17º | Rubens Furlan                 | 12 de dezembro de 1952 | Sorocaba            | 64 anos e 20 dias            | [ nota 23 ] |
| 18º | José Roberto Piteri           | 12 de outubro de 1952  | Osasco              | 72 anos, 2 meses e 20 dias   | [ nota 24 ] |

### Por falecimento:
| OH       | Prefeito                      | Data de falecimento    | Local de falecimento | Idade ao falecer           | Ref.  |
| 1º       | Nestor de Camargo Oliveira    | 27 de março de 1981    | Osasco               | 74 anos, 5 meses e 14 dias | [ 2 ] |
| 2º / 5º  | Adonay de Almeida Sylos       | 27 de maio de 1968     | Barueri              | 63 anos, 8 meses e 7 dias  | [ 2 ] |
| 3º       | João Acácio de Almeida        | 2 de agosto de 1982    | Carapicuíba          | 82 anos, 11 meses e 3 dias | [ 2 ] |
| 4º       | Carlos Capriotti              | 12 de novembro de 1989 | Carapicuíba          | 71 anos, 7 meses e 7 dias  | [ 2 ] |
| 6º       | Irani de Almeida              | 21 de julho de 1986    | Barueri              | 60 anos                    | [ 2 ] |
| 7º / 10º | Arnaldo Rodrigues Bittencourt | 11 de dezembro de 1997 | São Paulo            | 73 anos, 2 meses e 8 dias  | [ 2 ] |
| 8º       | Guilherme Guglielmo           | 17 de julho de 1978    | Barueri              | 67 anos, 3 meses e 15 dias | [ 2 ] |
| 9º       | João Villalobo Quero          | 18 de janeiro de 1992  | Bragança Paulista    | 69 anos e 7 dias           | [ 2 ] |
| 12º      | Carlos Alberto Bel Corrêa     | 28 de novembro de 2022 | Itu                  | 75 anos, 6 meses e 15 dias |       |

### Ex-prefeitos vivos
- Rubens Furlan, 12 de dezembro de 1952 (72 anos), prefeito entre 1983 até 1988; 1993 até 1996; 2005 até 2012 e de 2017 até 2024.
- Gil Arantes, 12 de março de 1952 (73 anos), prefeito entre 1997 até 2004 e de 2013 até 2016.

O mais recente ex-prefeito a vir a falecer foi Carlos Alberto Bel Correia, falecido em 28 de novembro de 2022, aos 75 anos.

## Curiosidades
- João Acácio de Almeida, foi prefeito de Barueri, e anos mais tarde tornou-se prefeito de Carapicuíba, coincidentemente foi o 3º prefeito de ambas as cidades.
- A vice-prefeita Dra.Claudia Marques, é a primeira mulher vice-prefeita da cidade.
- Gil Arantes foi o primeiro prefeito eleito nascido na cidade de Barueri, embora Nestor de Camargo e Bel Correa também tenham nascido na região, (1906 e 1947 respectivamente), eles nasceram quando Barueri ainda era um distrito pertencente ao município de Santana de Parnaíba, tendo a emancipação ocorrido apenas em 1949.[18]
- O prefeito mais jovem a assumir o cargo foi Rubens Furlan, eleito pela primeira vez em 1982, tomando posse em 1983, com 30 anos, 1 mês e 20 dias, já o mais velho é José Roberto Piteri, que ao assumir o cargo em 2025, tinha 72 anos, 2 meses e 22 dias em sua posse.
- Adonay de Almeida Sylós, foi o primeiro a se eleger por dois mandatos como prefeito, já Gil Arantes foi primeiro reeleito de forma consecutiva.